# نقل الصوت باستعمال بروتوكول الإنترنت

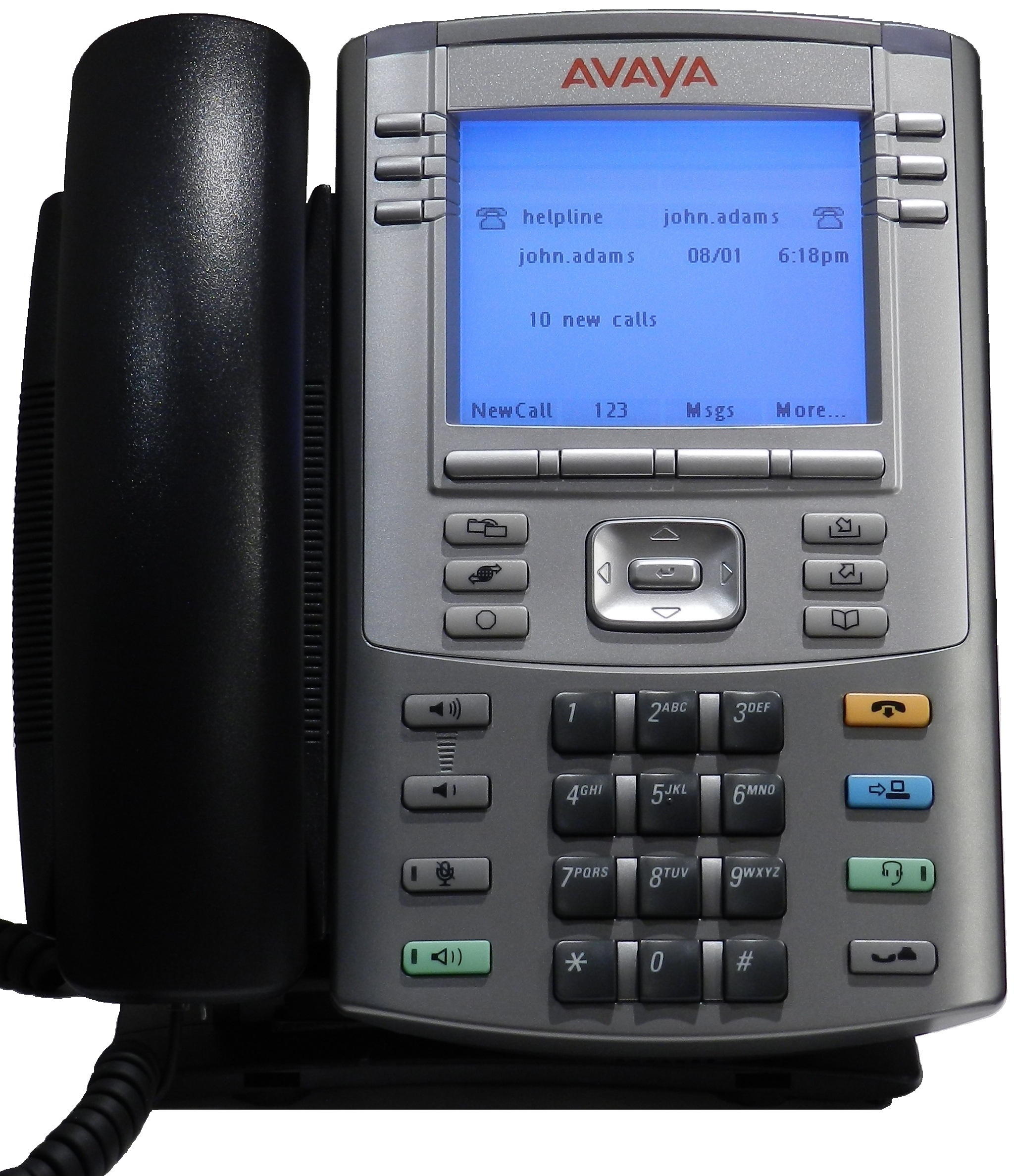
1140E VoIP Phone

نقل الصوت باستعمال بروتوكول الإنترنت أو الصوت على بروتوكول الإنترنت (بالإنجليزية: Voice over IP)‏ اختصاراً VoIP، هو وسيلة لربط المحادثات الصوتية عبر الإنترنت أو عبر أي شبكة تستخدم بروتوكول الانترنت وبالتالي يمكن لأي عدد من الأشخاص متصلين سويًا بشبكة واحدة تستخدم بروتوكول الإنترنت (IP) -مثل الشابكة (إنترنت)- أن يتحادثوا هاتفيًا باستخدام هذه التقنية.
يشار للشركات التي تقوم بنقل الصوت عبر الإنترنت بالشركات الموفرة للخدمة، ويشار للبروتوكول الذي يقوم بنقل الإشارات الصوتية عبر الإنترنت بالصوت عبر بروتوكول الإنترنت VoIP.

## المقدمة
في العام 1995 بدأ بعض الهواة بإدراك أن الصوت يمكن أن ينقل عبر الشبكة (الإنترنت) بدل نقله عن طريقة خطوط الهاتف فقط مما يمكن مستخدمي الشبكة التي تربط أنحاء العالم من توفير المبالغ الكبيرة التي يدفعونها للقيام بالاتصالات الهاتفية الدولية حيث تم تطوير أول برنامج حاسوبي يستطيع مستخدموه من التواصل مع بعضهم ولا يتطلب سوى بطاقة صوت ومذياع وربط بالشبكة (الإنترنت). لم تكن هذه البرامج في تلك الفترة تتمتع بنقاء الصوت والنوعية المنشودة ولكنها كانت المؤشر على أن عملية نقل الصوت عن طريق الشابكة ممكنة وواعدة.
لم تعد الاتصالات الهاتفية عبر الشابكة مقصورة على الحواسيب فحسب ولاسيما بعد أن أصبح ممكنا الآن استخدام خدمات (نقل الصوت عبر ميثاق (برتوكول) الإنترنت دون حتى الحاجة إلى تشغيل الحاسوب عن طريق الهواتف التي تدعم هذه التقنية.
وجديرٌ بالذكر أن تقنية الاتصال عبر ميثاق الشبكة (الإنترنت) تقنية مبنية على البرمجيات، وهي تستفيد من تقنية الصوت عبر ميثاق الشبكة VoIP في نقل الصوت والبيانات عير شبكة حاسوبية. وتتضمن هذه التقنية المبتكرة مزايا فائقة عديدة من بينها على سبيل المثال لا الحصر: تحويل المكالمات، والمؤتمرات الجماعية البعيدة (عن بعد)، والرسائل الصوتية، وغيرها وذلك لتعزيز شبكات الاتصالات وخفض التكلفة الإجمالية.
لاستخدام خدمات تقنية نقل الصوت عبر ميثاق الشبكة ليس عليك سوى الاستعانة بوصلة إنترنت ذي نطاق واسع مثل خدمة خطوط الإنترنت السريعة (دي.أس.أل) وأحد المسيرات (Routers) المزودة بالإنترنت ووصلات هاتفية.

## ملخص البحث
في هذا البحث سيتم شرح تقنية نقل الصوت عبر ميثاق الشبكة تعريفها وكيفية عملها وأنواعها وما هي المعدات اللازمة لعمل التقنية مع شرح لمزايا التقنية وعيوبها والتحديات التي واجهتها التقنية مع أخذ بعض من التطبيقات العملية لنرى كيف أسهمت هذه التقنية بالرقي والتطور في المنشآت وأخيراً سندرج بعض الفروقات بين الاعتماد على الاتصالات التقليدية وهذه التقنية.

## تاريخ تقنية نقل الصوت عبر بروتوكول الإنترنت
تقنية نقل الصوت عبر بروتوكول الانترنت (VoIP) جاء لتغيير عالم الهاتف التقليدي. إن خطوط الهاتف التقليدية تتجه إلى البطء تدريجيا مع ما تقدمه تقنية VoIP في جميع أنحاء العالم من فوائد ومزايا في التكنولوجيا المتقدمة. ومن المفيد التوقف وإلقاء نظرة على تاريخ VoIP وستجد مستقبلا أكثر إثارة.
تاريخ تقنية نقل الصوت عبر بروتوكول الانترنت (VoIP) يدل على أن هذه التقنية بدأت عام 1995 عندما بدأت شركة صغيرة تسمى vocaltec، وكان يعتقد أنه أول برنامج هاتف إنترنت. وقد صمم هذا البرنامج لتشغيله على حاسوب منزلي ويشبه إلى حد كبير الهواتف المستخدمة اليوم، وأنها تستخدم بطاقات الصوت والمصادح (الميكروفونات) والسماعات. وكان يسمى البرنامج «هاتف الإنترنت» ويستخدم ميثاق H.323 بدلاً من ميثاق SIP بالرغم من أنه أصبح أكثر شيوعا اليوم.
ابتدأت شركة vocaltec نجاحها مع هاتف الإنترنت، وكان نجاحها عام 1996. والعيب الرئيسي الذي ظهر في عام 1995 هو عدم توافر سعة الشبكة العريضة Broadband، وعلى هذا الأساس فإن هذه البرمجيات المستخدمة في أجهزة المودم التي أدت عن سوء نوعية الصوت عند مقارنتها مع مكالمة هاتفية عادية. ومن المفيد أيضاً الإشارة إلى أن أحدا من موظفي vocaltec الرئيسيين هو أيضا مؤسس whichvoip.com.
وبحلول عام 1998، زاد معدل استخدام VoIP traffic ليمثل ما يقارب من 1 ٪ من كل الرسائل الصوتية في الولايات المتحدة. وأصبحت الأنظار متجهة إلى إعداد وتهيئة الأجهزة التي مكنت اتصال حاسوب شخصي إلى هاتف PC-to-phone وهاتف إلى هاتف phone-to-phone. وقدمت شركات الشبكات مثل سيسكو ولوسينت المعدات التي يمكن أن تسير VoIP Traffic ونتيجة لذلك بحلول عام 2000 أصبح دفق VoIP يمثل أكثر من 3 ٪ من جميع الرسائل الصوتية.
و من الشركات المعروفة والرائدة في هذا المجال شركة Skype التي ظهرت في منتصف التسعينات وهنالك مجموعة من البرامج الأخرى مثل،Net2Phone, PC2Call, ZeroPhone.....
في عام 2005، أصبحت قضية ضمان جودة نقل الصوت تأخذ الأولوية على نقل البيانات لتصبح هذه التقنية أكثر اعتمادية لنقل صوت واضح دون انقطاع المكالمات الهاتفية. من المتوقع أن يصل ايرادات مبيعات معدات VoIP وحدها أكثر من 8,5 مليار دولار بحلول نهاية عام 2008.
إن معدل النمو الهائل والسريع بتقنية VoIP ومع استخدام التقنيات اللاسلكية، أصبح مستقبل هذه التقنية أمرا مثيرا حقا للدهشة.

## تعريف تقنية نقل الصوت عبر بروتوكول الانترنت
وهي اختصارا للعبارة الإنجليزية Voice Over Internet Protocol (أي تقنية نقل الصوت عبر بروتوكول الإنترنت) – هو وسيلة لربط المحادثات الصوتية عبر الشابكة (الإنترنت) أو عبر أي شبكة تستخدم بروتوكول الإنترنت Internet Protocol. وبالتالي يمكن لأي عدد من الأشخاص متصلين سويًا بشبكة واحدة تستخدم بروتوكول الإنترنت (آي بي) -مثل شبكة الإنترنت- أن يتحادثوا هاتفيًا باستخدام هذه التقنية.

## مبدأ عمل التقنية
تقوم هذه التقنية بتحويل الإشارات الصوتية التماثلية Analog Signals من الهاتف إلى إشارات رقمية Digital Signals ويتم تقسيم هذه الإشارة إلى حزم Packets وتستخدم بروتوكول الإنترنتIP في إرسال هذه الحزم الرقمية في عدة مسارات عبر نفس شبكة البيانات وعند وصول هذه الحزم إلى الوجهة المحددة (المستقبل) تقوم بإعادة تجميع الحزم المرسلة لكي يتم سماعها بشكل واضح على عكس الاتصالات المعتادة فهي تستخدم مسارا واحدا محددا وإذا كان الطرف الآخر (المستقبل) هاتفا عاديا يتم تحويل الإشارة مرة أخرى إلى إشارات صوتية لكي يتم فهمها من المستقبل.

### خطوات عمل التقنية
- تحويل الإشارات التماثلية Analog Signals إلى إشارات رقمية Digital Signals.
- ضغط الحزم بصورة جيدة (عرض الحزمة صغير جداً) هنالك عدة موافيق (بروتوكولات) يمكن أن تختار بينها لضغط الحزمة بصورة متطورة وذلك لكي لا يحصل تأخير في الصوت.
- دمج حزم الصوت داخل حزم البيانات باستخدام ميثاق (بروتوكول) الوقت الحقيقي RTP-Real Time Protocol.
- نحتاج إلى إشارات للاتصال بالمستخدم (الجرس) ITU-T H323.
- عند المستقبل يتم تحليل الحزمة واستخلاص البيانات منها وتحويل الإشارات الرقمية إلى صوتية مرة أخرى وإرسالها للهاتف.
- يجب أن يحصل في وقت حقيقي Real Time لكي لا يحصل تقطيع في الصوت.

## متطلبات ضرورية لعمل التقنية
- يجب استخدام PBX لتحديد مسار المحادثة الهاتفية.
- تحويل الإشارات الصوتية Analog Signals إلى إشارات رقمية Digital Signals.
- استخدام بروتوكول الإنترنت IP.
- يجب تقسيم الإشارات الرقمية إلى أجزاء صغيرة تسمى حزم رقمية لنقلها بعدة مسارات عن طريق الشبكة البيانات نفسها.
- يجب ضغط الحزم بصورة جيدة (عرض الحزمة صغير جداً) هنالك عدة بروتوكولات يمكن أن تختار بينها لضغط الحزمة بصورة متطورة وذلك لكي لا يحصل تأخير في الصوت.
- يجب أن يكون هنالك مكان للتخزين المؤقت لتجميع الحزم Buffer لكي لا يحصل تأخير في الصوت.
- يجب أن يحصل في وقت حقيقي Real Time لكي لا يحصل تقطيع في الصوت.

## معايير تقنية نقل الصوت عبر بروتوكول الإنترنت
وهي مجموعة من القواعد والشروط التي تحكم عملية الاتصالات الهاتفية وتنقسم إلى:-

### الأنظمة المغلقة
و هي التي تعتمد على معايير مغلقة (ليست حرة المصدر) مثل برنامج Skype وبروتوكول سيسكو الشهير (Skinny Client Control Protocol SCCP) وهو بروتوكول مغلق للتحكم بالطرفيات طور أساساً من قبل شركة سيلزيوس Selsius Corporation وتملكه وتضع مواصفاته الآن سيسكـوCisco System Inc. ومن أشهر التجهيزات العاملة وفق هذا البروتوكول سلسـلة هــواتف Cisco 7900.

### الأنظمة المفتوحة
تضم المعايير المفتوحة التي تعتمد على بروتوكولات مفتوحة المصدر مثل:-
بروتوكول H.323 :-
هي مجموعة من البروتوكولات المعيارية المنبثقة عن نظام مطور من قبل الاتحاد الدولي للاتصالات ITU-T من أجل نقل ملفات الصوت والصور عبر شبكة الحاسب الآلي باستخدام الحزم Packet-Based يستخدم هذا البروتوكول في غالبية التطبيقات الشهيرة مثل برنامج NetMeeting.
بروتوكول SIP:-
هي اختصاراً لبروتوكول بدء المرحلة بروتوكول الحزمة البدائية (جذعي)، وهو عبارة عن بروتوكول للإشارات الهاتفية المرتبطة ببروتوكولات الإنترنت، والتي تستخدم في بدء، وتعديل، وإنهاء مكالمات الهواتف من نوع VOIP. ولقد طورت فرق عمل هندسة الإنترنت IETF هذا البروتوكول، وتم نشره على هيئة بروتوكول RFC 3261 في البداية.
يمكن لبروتوكول SIP أن يصف الاتصال الضروري لبدء المكالمة الهاتفية وأصبح بروتوكول بدء المرحلة بمثابة طفرة في عالم هواتف VOIP. وهذا البروتوكول بشبه إلى حد كبير بروتوكول HTTP، في أنه بروتوكول نصي، وسهل الفهم، ومرن الاستخدام، ولذلك فقد حل بروتوكول SIP محل بروتوكول H323 القياسي في الاستخدام على نطاق واسع.
بروتوكول IAX2 :-
وهو بروتوكول التواصل بين برامج أستريسك Asterisk وهو برنامج مقسم هاتفي مفتوح المصدر ويتيح نقل الصوت عبر بروتوكول الإنترنت بين خوادم أستريسك Asterisk وعملاء IAX2 ويقوم بضغط الحزمة بصورة جيدة.
لكي تأخذ فكرة عن حجم الهدر الناتج أثناء نقل الصوت عبر الإنترنت تذكر بأن الصوت المضغوط الذي يشغل مساحة 5.6كيلوبت في الثانية سيحتاج إلى 18 كيلوبت في الثانية من عرض الحزمة، يتألف الفرق بين 5.6 كيلوبت في الثانية و18 كيلوبت في الثانية من ترويسات الحزم التي ستنقل هذه البيانات. تحتوي هذه الترويسات على جميع المعلومات اللازمة (مثل IP Address) لنقل الحزم الصوتية إلى المستقبل. ولقد قام بروتوكول IAX2 بتخفيض هذا الهدر بشكل رائع عبر تحديد كمية البتات الإضافية
المسموح استخدامها لكل حزمة، كما استغل أيضا مبدأ تجميع المحادثات المرسلة إلى نفس الوجهة وتضمينها في نفس الحزم.

## تجهيزات/ معدات تقنية نقل الصوت عبر بروتوكول الإنترنت
لأي تطبيق VoIP يشترط وجود مصدر طاقة معتمد عليه وكذلك شبكة ذات سعة عالية وهذه أهم المعدات التي سنحتاج إليها:-
- محولات الهاتف التماثلية Analog Telephone Adaptors ATA -:-

يقوم محول الهاتف التماثلي ATA بربط أي هاتف تماثلي عادي مع شبكة نقل الصوت عبر بروتوكول الإنترنت. يحتوي هذا المحول على منفذ من نوع RJ-11 (منفذ هاتف) ومنفذ آخر من نوع RJ-45 (منفذ شبكة الإيثرنت Ethernet) فيعمل هذا المحول على تحويل الإشارات الصوتية التماثلية الصادرة من الهاتف العادي التماثلي إلى إشارات رقمية ويمكن توصيل ATA على أي نوع من الهواتف ويعتبر ATA بمثابة VoIP Gateways
- الهواتف البرمجية Soft phone:-

يمكنك الاستعاضة عن شراء هاتف لنقل الصوت عبر بروتوكول الإنترنت بتثبيت برنامج يقوم بنفس المهمة ضمن حاسوب شخصي مما يعرف باسم «الهاتف البرمجي» Soft phone.
لا يتطلب هذا البرنامج أكثر من توفر بطاقة صوت وسماعات ومصدح (ميكروفون) إضافة إلى التأكد من أن جدارك الناري الشخصي لا يمنع عمله ومن أمثلته (Net2Phone- PC2Call).
- هواتف نقل الصوت عبر بروتوكول الإنترنت VoIP Phone:-

هي تجهيزات مصممة خصيصا لهذه الغاية يتم ربطها مع شبكة VoIP مباشرة ولا تحتاج أي معدات إضافية مثل ATA ولا تحتاج تنزيل أي برامج.
يمكن أن تعمل هذه الهواتف وفق بروتوكول إنترنت واحد أو أكثر.
المميزات الهامة التي يتوجب عليك تفقدها عند شراء هواتف نقل الصوت عبر بروتوكول الإنترنت:-
- استهلاك بسيط لعرض الحزمة: دعم آليات الضغط المتطورة)مثلG.729 Speex).
- توفر واجهة إدارة سهلة: تعمل عبر الويب.
- منفذ للصوت: مخرج للصوت مع إمكانية توصيل (سماعات) لتطبيقات التدريب عن بعد.
- هواتف نقل الصوت عبر بروتوكول الإنترنت اللاسلكية Wi-Fi/WLAN Phone:-

هي تجهيزات مصممة خصيصا لهذه الغاية يتم ربطها مع شبكة VoIP مثل السابقة ولكن الفرق الوحيد أنه يتم ربطها بالشبكة لاسلكياً عبر نقطة الوصول Access Point.
- بطاقات الربط مع شبكة البدالات الهاتفية العامة PSTN interface cards:-

في حال أردت توجيه المكالمات الهاتفية من التجهيزات التي تعمل وفق تقنيات نقل الصوت عبر بروتوكول الإنترنت إلى الشبكة الهاتفية التقليدية PSTNستحتاج إلى تركيب بعض التجهيزات الخاصة لهذا الغرض ضمن مقسمك مثل بطاقة PCI TDM400P wildcard.

## بعض تجارب النجاح باستخدام تقنية نقل الصوت عبر بروتوكول الإنترنت

### نظام نقل الصوت عبر الإنترنت يعطي مستشفى ولاية كارولانيا بعض الهدوء
قام مستشفى جامـعة كـارولاينا الشمالية - الولايات المتحدة الأمريكية – بالتخلـص من النــظـام القديم Paging Overhead ويتم من خلاله طلب الممرض عبر مكبرات الصوت. وكان الهدف هو التقليل من الضوضاء بنظام الاتصال الداخلي القديم واحتجاجات المرضى لأنه لا يتم إيصال طلباتهم بالشكل المطلوب.
في الفترة السابقة كان مرضى المستشفى عندما يرغبون بطلب معين يطلبونه عن طريق جهاز بجانب السرير ويتم الاتصال بموظف استقبال المستشفى ويقوم الموظف بتسجيل طلب المريض وبعدها يقوم بطلب الممرض عن طريق نظام الاتصال الداخلي (المكبرات الصوتية) ليوصل طلب المريض.
نظام الاتصال الداخلي لم يكن يوفر الخدمة بالسرعة المطلوبة وغير فعال ولا يخدم الممرضين بالشكل الصحيح لأن الممرض يحتاج للاتصال المباشر مع المريض وليس عن طريق طرف ثالث (موظف الاستقبال) وبالإضافة إلى الضجيج الذي يحدثه هذا النظام.
وكان حل هذه المشكلة عن طريق عمل شبكة لاسلكية تسهل عمل الأطباء بوضع حالات المرضى مباشرة على الحواسيب المحمولة الخاصة بهم.
وقام المستشفى باستخدام تقنية نقل الصوت عبر بروتوكول الإنترنت للربط بين المرضى والممرضين مباشرة وتم توزيع أكثر من ثلاث مائة هاتف لاسلكي على الممرضين وربطهم بأجهزة تكون قريبة من أسرة المرضى مما يتيح بالمريض الاتصال لاسلكياً بالممرض ويقوم الممرض بالإجابة عن طريق الهاتف اللاسلكي الذي يحمله مما يضمن عدم الإزعاج وإيصال طلباتهم بشكل واضح.

### وحدات الاتصال عبر برتوكول الإنترنت في ولاية نيواورلينز بلا فائدة بعد اعصار كاترينا
بعدما ضرب إعصار كاترينا ولاية نيواورلينز – الولايات المتحدة الأمريكية - انقطعت الاتصالات عن آلاف الأسر المحاصرين بفعل الفيضان.
وبعد أن دمر الاعصار أغلب المرافق لم تسطع الجمعيات الخيرية من الاتصال بأفرادها ومنها منظمة: Catholic Charities Archdiocese of New Orleans (CCANO). وقبل حصول الفيضان وإعصار كاترينا كانت المؤسسة تعتزم تفعيل نظام RingCentral وهو نظام لربط جميع الموظفين مع المؤسسة وهذا النظام يستخدم تقنية نقل الصوت عبر بروتوكول الإنترنت وقبل الإعصار كان هذا النظام تحت التجربة. وكانت المؤسسة تعتزم تحسين الاتصالات وخطط الطوارئ في حال حصول الكوارث. خلال الإعصار أغلب خطوط الهاتف انقطعت وكانت الهواتف المحمولة خارج التغطية. وكان النظام الجديد في حال تشغيله سيحدد الأماكن المنكوبة وما يلزمها عن طريق الاتصال الشخصي مع الموظفين وتحديد الوضع بعد الكوارث بإرسال معلومات كافية وما يلزم من دعم الأشخاص المنكوبين والمحتاجين للمساعدة.
و بعد هذا الإعصار وما سببه من أضرار وانقطاع عن العالم الخارجي خرجت المنظمات والمؤسسات بدرس وهو الحاجة لإبقاء الاتصال بجميع الظروف وعدم الاكتفاء بطرق الاتصال التقليدية التي من الممكن أن تنقطع بالكامل ولكن يجب الاعتماد على التقنيات الحديثة أيضاً مثل تقنية نقل الصوت عبر بروتوكول الإنترنت.

## الفوائد والمميزات من تقنية نقل الصوت عبر بروتوكول الإنترنت
1.توفير التكلفة Minimize Cost:-
- توفير التكلفة على المستخدمين:-

إن الاتصال عبر هذه التقنية يوفر الكثير من التكلفة وذلك بسبب أن ما يدفع مقابل هذه الخدمة يكون ثابتا كاشتراك شهري ويكون الاتصال مفتوحا على مدار الساعة. وتعتبر تكلفة المكالمات الدولية عن طريق هذه التقنية الأرخص من أي وسيلة اتصال أخرى.
- توفير التكلفة على مزودي الخدمة:-

لأن هذه التقنية تعتمد على البرمجيات أكثر من اعتمادها على المعدات مما يسهل عملية صيانتها بالإضافة إلى أن المشاكل غالباً ماتكون معروفة والمعدات قليلة التلف فالتكلفة تكون أقل (ممكن أن تكون تكلفة التركيب مرتفعة ولكن بعد ذلك تقل التكلفة).
2.المرونة Mobility:-
- لا يحتاج مستخدم هذه الخدمة لأن يكون بمكان واحد فقط بل من الممكن استخدامها بأي مكان وحتى في حالة السفر لدولة أخرى ويستمر استقبال المكالمات الداخلية كما لو كان بنفس البلد وبنفس التعرفة وذلك لاعتمادها على الشابكة (الإنترنت).
- السماح للمستخدمين بتركيب هواتفهم في أي مكان داخل المكتب وذلك بتوصيل هواتفهم في أقرب فتحة للشبكة مع الاحتفاظ برقمهم الحالي.
- يمكن تحويل المكالمات إلى أي مكان في العالم نظرا لخصائص بروتوكول SIP.

3.التدرجية Scalability:-
- القدرة على النمو مع تزايد الاحتياجات فيمكن التوسع وزيادة خطوط جديدة بسهولة وذلك بشراء المعدات اللازمة (VoIP Phone) وتوصيلها بالشبكة بدون الحاجة إلى وصلات منفصلة أو عن طريق تثبيت البرنامج على الجهاز.

4.الخدمات Features:-
- يحوي خدمات الهاتف العادي بالإضافة إلى خدمات أخرى مثل القدرة على المحادثات الجماعية – والبريد الصوتي - وإمكانية تخصيص النغمات – وإمكانية الاحتفاظ وإضافة تفاصيل الأشخاص المتصل بهم – وإمكانية التحكم في الأرقام ممكن منع اتصال أو استقبال رقم معين وغيرها.

5.القياسية Standardization:-
- فتعتبر أنظمة الهواتف VOIP بمثابة أنظمة قياسية من الدرجة الأولى – إذ أن جميع أنظمة هواتف VOIP الحديثة تستخدم SIP كبروتوكول لها. ومعنى هذا أنك كثيرا ما ستستطيع استخدام أي هاتف SIP VOIP أو أجهزة بوابة VOIP. أو العكس، فنظام الهاتف التقليدي يتطلب غالبا هواتف خاصة لاستخدام خصائص متقدمة، ووحدات فرعية خاصة لإضافة بعض المميزات.

6.السهولة في الاستخدام Easy to Use:-
- يسمح لك نظام الهاتف VOIP بسهولة إصلاح وضبط نظام الهاتف الخاص بك لوجود واجهة تعتمد على الرسوم التوضيحية GUI وعلى طرق الإنترنت مما يسهل عملية التثبيت والتحكم في النظام وعرض التقارير، بينما أجهزة الهاتف الخاصة الأخرى غالبا ما يكون بها صعوبات في الاستخدام بسبب واجهاتها التي صممت في الغالب لكي يقوم المتخصص بتركيب واستخدام تلك الأجهزة.

7.إمكانية دمج تقنيات الصوت والصورة والبيانات في آن واحد:-
- إن استخدام تقنية الصوت عبر الإنترنت تتيح للمستخدمين استخدام جميع التطبيقات التي تتم على الإنترنت مثل العمل على أي برنامج أو استخدام الإيميل بالإضافة للاتصالات حيث تستخدم نفس الشبكة للصوت والصورة والبيانات. وبهذه الطريقة يتيح للمستخدم توفير الجهد والمال بنفس الوقت.

## التحديات التي واجهتها التقنية (المساوئ)
1. تعتمد هذه التقنية على وجود مصدر الطاقة: يجب وجود مصدر طاقة ثابت ويعتمد عليه في هذه التقنية على العكس من الهواتف العادية فهي تعمل بدون مصدر طاقة فهي تزود بالطاقة من نفس الخط من المركز الرئيسي.
2. عدم إمكانية ربط مجموعة من الأجهزة على VoIP: ولكن ذلك متاح بالنسبة لخط الهاتف العادي حيث يمكن ربط نظام الأمان في المنزل ونظام الاشتراك التلفيزيوني الرقمي ونظام الفيديو الرقمي بالهاتف العادي.
3. اتصالات الطوارئ (بالإنجليزية: Emergency 911 Calls)‏: حيث أنه لايمكن تحديد موقع الاتصال عن طريق VoIP لأنه يعتمد على IP Address بينما عند الاتصال من الهاتف العادي يمكن تحديد مكان الاتصال وبدقة.
4. جودة الخدمة: وهي تعني قدرة الشبكة على تقديم أفضل خدمة مهما كانت ظروف الشبكة ويعتبر ضمان توفر عرض الحزمة اللازم لنقل المحادثات الهاتفية على الدوام وبغض النظر عن الضغط على الشبكة من أهم التحديات التي واجهتها تقنية VoIP ومن أهم عوامل جودة الخدمة:
  1. التأخير (بالإنجليزية: Latency)‏ : يستخدم التأخير في الشبكة لقياس الزمن اللازم لانتقال حزمة البيانات من نقطة محددة إلى أخرى. فيجب منح حزم بيانات المحادثات الهاتفية الأولوية ضمن الشبكة لكي لا يحصل تأخير في وصول المحادثة الهاتفية إليك. ولتخفيض ذلك التأخير يجب إعداد الموجهات والمبدلات على طول مسار نقل البياتات في الشبكة وكذلك من الممكن إجراء المحادثات الهاتفية في حال تطلبت الوصلة استخدام أكثر من قمر صناعي واحد، لكنك ستحتاج الانتظار لثانية واحدة على الأقل قبل بدء المحادثة الهاتفية لكي يرد عليك الطرف الآخر. ومن أهم القواعد المتبعة لتخفيض التأخير هي تركيب المقسم الهاتفي PBX في الجزء الأقل ازدحاماً في الشبكة.
  2. توتر الإرسال: وهو التباين في توقيت وصول حزم البيانات الناجم عن الضغط على الشبكة والذي يسببه الازدحام مما يسبب التقطع في الصوت. ولتخفيف هذا التوتر يمكن استخدام صوان (Buffer) ارتعاش (Jitter) للتعامل مع الارتعاش وتخفيف آثاره السلبية ويتم فيها تجميع، تخزين وإرسال حزم بيانات الصوت إلى معالج الصوت بتواتر زمني ثابت. تقوم ذاكرة التوتر المؤقتة والتي توضع في جهة الاستقبال من المحادثة الصوتية بتأخير الحزم الواصلة بشكل متعمد (لكي تصل الحزم الكسولة - المتأخرة) مما يسمح للمستخدم بالحصول على مكالمة صوتية واضحة مع أقل قدر ممكن من التشويه. هناك نوعين من أنواع الصوان المؤقت: ساكن وديناميكي. تعتمد الصوان (Buffer)المؤقت الساكن على التجهيزات ويتم إعدادها من قبل المصنّع، أما الصوان الدينمي فيعتمد على البرمجيات ويمكن إعداده من قبل المستخدم. من القيم الشائعة للصوان (Buffer)المؤقت 100 ميللي ثانية وهي تعبر عن زمن تخزين للحزم الصوتية في ذاكرة التوتر المؤقتة. ويمكنك تحسين نوعية المحادثة الهاتفية عبر زيادة ذاكرة التوتر المؤقتة ولكن على حساب زيادة التأخير الكلي في المحادثة.
  3. معدل الأخطاء (بالإنجليزية: Errors Rate)‏ : وهو معدل ضياع أو تلف الحزم ويقاس بمعدل الحزم التي لا تصل للمستقبل أو يطرأ عليها أي تغيير يؤدي إلى تلفها فيجب أن يكون معدل الأخطاء ضئيل جداً لضمان جودة الخدمة ويكون ذلك بزيادة سعة ناقل البيانات Network Bandwidth.
  4. التوافرية (بالإنجليزية: Availability)‏: من الأمور المهمة جداً في هذه التقنية أن تكون شبكة نقل حزم بيانات المحادثات الهاتفية متوافرة دائماً وتعمل بشكل جيد ويجب ضمان ذلك.
5. التعرض للاختراق والفيروسات VoIP Hacking: حالها حال أي نوع من الشبكات فهي يمكن أن تتعرض للاختراق والفيروسات فيجب حمايتها بمختلف أنواع البرامج ويجب العمل على تشفير البيانات.
6. التأثر بعوامل أخرى عندما يكون أحد طرفي VoIP كمبيوتر: عند فتح برنامج آخر مع الهاتف البرمجي على كمبيوترك Soft Phone ممكن أن تتأثر جودة المحادثة لأن المعالج يخدم أكثر من برنامج وممكن أن ينقطع اتصال محادثة هامة إذا توقف الجهاز عن العمل لاعتمادة على الطاقة.

## مقارنة بين خدمة الهواتف التقليدية (اليدوية) وتقنية نقل الصوت عبر بروتوكول الإنترنت
| وجه المقارنة                     | خدمة الهواتف التقليدية PSTN                                                           | تقنية نقل الصوت عبر بروتوكول الإنترنت VoIP                                                                                  |
| -------------------------------- | ------------------------------------------------------------------------------------- | --- |
| تكلفة التركيب Setup Cost         | تكلفة تركيب PSTN أقل من VoIP                                                          | تعتمد على الطريقة المستخدمة حيث أنه من كمبيوتر-إلى- كمبيوتر لا يكلف ولكن مثل تخصيص VoIP يكلف كثيراً                          |
| تكلفة التشغيل Operating Cost     | تعتمد التكلفة على ساعات الاستخدام ممكن أن تكون كبيرة                                  | يوفر كثير بعد أن يتم تطبيقه ولا يعتمد على ساعات الاستخدام                                                                   |
| المعدات Equipment                | معداته رخيصة ويستخدم غالباً المعدات المتوفرة ولكنها غير قياسية                         | المعدات يوفرها لك مزود الخدمة عند الاشتراك ما عدا طريقة تخصيص VoIP فتحتاج إلى معدات متطورة وبنية تحتية جيدة                 |
| قابلية التحرك (المرونة) Mobility | غير قابلة للتنقل                                                                      | قابلة للتنقل لأنك تدخل عليها عن طريق شبكة الإنترنت فيمكن من أي مكان الاتصال والاستفادة من الخدمة                            |
| الخدمات Features                 | توفر الخدمات المتعارف عليها في الهاتف العادي (الاتصال، استقبال المكالمات، الانتظار..) | يحوي خدمات الهاتف العادي بالإضافة إلى القدرة على المحادثات الجماعية – والبريد الصوتي وغيرها                                 |
| الاعتمادية Reliability           | يمكن الاعتماد عليها دائماً                                                             | يجب إتخاذ التدابير الوقائية اللازمة لأنه يلزمها مصدر طاقة ثابت للتشتغل عبر الشبكة                                           |
| الأمان Security                  | أكثر أماناً يستغرق جهد كبير للتنصت على مكالمة هاتفية                                   | يجب اتخاذ الأمن اللازم لحمايتها من الاختراق كغيرها من الشبكات (الجدار الناري – برامج الحماية والفيروسات)                    |
| التدرجية Scalablity              | القدرة على التوسع وزيادة خطوط جديدة صعبة جداً وتحتاج الكثير من الأسلاك وربما الحفر     | القدرة على التوسع وزيادة خطوط جديدة سهلة جداً فقط تتم بشراء المعدات اللازمة (VoIP Phone) وتوصيلها بالشبكة أو عن طريق البرامج |

## الخلاصة
مما تقدم ذكره تتضح أهمية تقنية نقل الصوت عبر بروتوكول الإنترنت وأنها حلت كبديل لشبكة الهواتف التقليدية لمرونتها وأدت إلى خفض تكلفة الاتصال وخصوصاً الدولية ولأنها سهلة الاستخدام حيث أن واجهتها تستخدم طرق الإنترنت وما تقدمة من مميزات وخدمات إضافية تسهل على المستخدم أداء الاتصال بطريقة فعالة فيجب أن نعمل على استخدام هذه التقنية الفعالة لما توفره من خدمات مميزة ويجب العمل على تطويرها وإيجاد الحلول المناسبة لتقديم هذة الخدمة بجودة عاليه.
و لكن تطبيقها ليس بالأمر السهل إذ يجب على المؤسسات والشركات قبل البدء بعملية التطبيق الأخذ بعين الاعتبار صعوبات التطبيق مع دراسة المميزات والفوائد التي قد تعود عليهم منه. فيجب عمل دراسة عن المعدات اللازمة والبروتوكول المناسب الذي سيحقق لهم الفائدة المرجوة. وأيضاً يجب الأخذ بعين الاعتبار تحقيق جودة الخدمة (التأخير – التوافر – التوتر – الاعتمادية- الأمان) وممكن للشركات تطبيق هذه التقنية ثم تبدأ العمل على التدرجية شيئاً فشيئاً في المرحلة الثانية.
يعتبر هذا البحث محاولة لتقديم بعض أساسيات تقنيات نقل الصوت عبر بروتوكول الإنترنت. نأمل أن نكون قد وفقنا عبر تقديم بعض الأمثلة والحالات العملية بالتوعية بالفرص والخيارات اللامحدودة التي توفرها هذه التقنيات للمناطق النامية. بإمكان تقنيات نقل الصوت عبر بروتوكول الإنترنت بالترافق مع تقنيات الشبكات اللاسلكية منخفضة الكلفة توفير خدمات نقل الصوت والبيانات إلى المناطق النائية والنامية إضافة إلى بناء شبكات هاتفية تدار جماعيا من قبل أصحابها.